# Tensbüttel-Röst
Tensbüttel-Röst ist eine Gemeinde im Osten des Kreises Dithmarschen in Schleswig-Holstein.

## Geographie

### Geographische Lage
Das Gemeindegebiet von Tensbüttel-Röst erstreckt sich im Naturraum Heide-Itzehoer Geest (Haupteinheit Nr. 693). Die Gemeinde liegt im Quellgebiet der Südermiele, dem südlichen Quellfluss der Miele.

### Gemeindegliederung
Die Gemeinde umfasst eine Vielzahl von Siedlungsplätzen. Neben den beiden für die Gemeinde namenstiftenden Ortsteilen Tensbüttel und Röst gehören auch die Wohnplätze Ganzenbek, Hollenborn und Lichtenhof, allesamt Häusergruppen, wie auch die Streusiedlung Tensbüttelerfeld zur Gemeinde.

### Nachbargemeinden
Das Gemeindegebiet von Tensbüttel-Röst wird unmittelbar umschlossen von:
| Odderade    |                                             | Arkebek    |
| Sarzbüttel  | Kompassrose, die auf Nachbargemeinden zeigt | Albersdorf |
| Bargenstedt | Krumstedt                                   | Schafstedt |

## Geschichte

### Frühgeschichte
Das heutige Gemeindegebiet wurde vor etwa fünftausend Jahren besiedelt. Aufgrund der natürlichen Ausgangsbedingungen der Geestlandschaft ließen sich die ersten Bauern bereits in der Steinzeit nieder. Die Region um Tensbüttel-Röst gehört somit zur sogenannten klassischen Quadratmeile der Archäologie im Raum Albersdorf.
Die ältesten Funde stammen aus der Jungsteinzeit vor etwa 3000 v. Chr. Die ersten Hügelgräber wurden auf etwa 2900 v. Chr. datiert. Über 500–700 Jahre wurden die Menschen in Großsteingräbern bestattet, so gibt es im Osten von Tensbüttel noch ein solches Grab, allerdings ist es halb zerstört, weil die dort vorgefundenen Materialien von der Bevölkerung genutzt wurden.
Westlich von Röst befindet sich der Harkestein, ein Findling den das Eis nach Röst trug und der ab etwa 2500 v. Chr. als Opferstätte genutzt wurde. Später wurde der Findling als Opferaltar der Toten- und Erntegöttin Harke, oder auch Harta, gewidmet. Die heutigen Flurnamen Harkenwisch, Harkengrund, Harthop und wahrscheinlich auch Hollenborn stammen aus dieser Zeit. Der Harkestein befindet sich im Wappen der Gemeinde Tensbüttel-Röst.
Die meisten Grabhügel auf dem Gemeindegebiet stammen aus der Bronzezeit um 1500 v. Chr. So stammt auch das Hügelgräberfeld Menniful Bargen am östlichen Rand von Tensbüttel aus der jüngeren Bronzezeit, 1866 wurden hier noch 25 Grabhügel gezählt.
In Röst wurde auch eine der beiden einzigen Moorleichen Dithmarschens gefunden. Es handelte sich um ein zweieinhalbjähriges Mädchen, das Mädchen von Röst, das nicht vorsätzlich getötet, sondern in einem Torfstich bestattet worden war.

### Im Mittelalter
Erstmals traten Tensbüttel und Röst im Mittelalter in Erscheinung. Röst, früher auch Rissede, Rushkithi oder Rüste zählt zu den ältesten Ortsnamen im Kirchspiel Albersdorf und stammt aus dem ersten nachchristlichen Jahrhundert. Vermutlich kam der Begriff von Rusch oder Rüsch, ein altes Wort für Binsen. Bevor Röst 1402 zerstört wurde, lag er östlich des Tensbütteler Oldenbarg auf einer Gemarkung, die noch heute Ol Röst heißt, dort gab es früher ein Moor mit Binsen und einer Wasserquelle, worauf auch der Flurname Bornstücken hinweist.
Die Namensgebung für Tensbüttel wird auf die Zeit zwischen dem 9. und 11. Jahrhundert datiert. Tins bedeutet vermutlich andere Seite und Büttel ist mit Ansiedlung auf höherer Stelle zu deuten.
Urkundlich wurde das Kirchspiel Albersdorf, zu dem Tensbüttel und Röst gehörten, in einem Vertrag zwischen Dithmarschen und Hamburg am 7. Mai 1281 erwähnt. Der Vertrag sicherte Hamburger und Lübecker Bürgern Schutz zu, wenn sie nach Dithmarschen kamen.
In der ersten Hälfte des 13. Jahrhunderts gingen die ersten Bauernschaften nach der Meentverfassung hervor. Dabei hatte jeder Bauer (Meenthaber) je nach Größe seines Hofes Anteil am Allgemeinbesitz (Allmende).
Aufgrund der Lage waren Tensbüttel und Röst im ganzen Mittelalter bei den Kriegs- und Beutezügen der Adligen und deren Truppen besonders gefährdet. Ein befestigter Handelsweg für Ochsen und Pferde führte an den Gemeinden auf einen Höhenrücken bei Albersdorf zu. Bei kriegerischen und räuberischen Raubzügen wurden die Dörfer häufig Opfer von Mord, Raub und Plünderung.
Im Jahre 1329 wurden Tensbüttel und Röst erstmals urkundlich erwähnt, nachdem der Erzbischof von Bremen, Johan Grand, verstorben war. Die Dithmarscher verweigerten dessen Nachfolger, Erzbischof Burchard Grelle, das Geschenk zur Amtseinführung. Hierauf kam der Hamburger Dompropst Graf Erich von Holstein-Schaumburg dem Erzbischof zu Hilfe und forderte in einem Erlass die gesamte Geistlichkeit seiner Propstei auf, innerhalb von sechs Tagen die Vögte des Landes sowie die übrigen 70 Mächtigeren anzuweisen, innerhalb eines Monats das Geldgeschenk zu überreichen, ansonsten würde der Kirchenbann verhängt werden. Unter diesen 70 Mächtigeren werden auch Bauern aus Tensbüttel und Röst genannt:
- Eneke de Tensebotel;
- Ottonem de Rustede;
- Grote Otto von Tensebotele.

Die beiden Orte litten unter den gewaltsamen Auseinandersetzungen der Dithmarscher mit Holsteinern und Dänen. Als 1397 Herzog Gerhard von Schleswig die Ortschaften Hademarschen, Schenefeld und die Haseldorfer Marsch zugesprochen bekam, wurde dieser Teil der direkte Nachbar von Dithmarschen.
Am 16. Mai 1402 fiel Erich von Sachsen und Lauenburg ohne Kriegserklärung in Dithmarschen ein. Vorher hatte es bereits Streitigkeiten zwischen Herzog Erich, der Schwiegervater von Albrecht II. Graf von Holstein, war, und den Dithmarschern gegeben. Sowohl Tensbüttel und Röst wurden vollständig niedergebrannt und das Hab und Gut der Bauern geraubt. Die Bevölkerung baute, trotz der kriegerischen Wirren, ihre Orte an den heutigen Plätzen wieder auf.
Die Zerstörung der Dörfer führte in einen Krieg, denn nach etlichen diplomatischen Streitigkeiten zog 1403 eine Streitmacht des Holsteiner Grafen, des Schleswiger Herzogs und deren Verbündete nach Dithmarschen, um den Landstrich zu erobern. Claus von Ahlefeld riet dem Grafen von Holstein dazu, auf dem Weg nach Meldorf in der Dellbrückau, die teilweise zu Tensbüttel gehörte, eine Schanzanlage mit einem festen Holzturm zu erbauen. Hier entstand dann die Marienburg, eine Anlage mit einem Turmhügel in der Mitte, der von einem Graben, einem drei Meter hohen Ringwall und einem Halbkreisringwall umgeben war. Mehrfach versuchte die Bevölkerung die Zwingburg einzunehmen, scheiterte jedoch mehrfach. Bei einem dieser Versuch kam Rolf Boykenson ums Leben und sein heldenhafter Tod wurde später in einem Lied verewigt. Bei einem der Raubzüge nach Meldorf verunglückte Graf Albrecht von Holstein am 28. September 1403 tödlich. Trotz erheblicher Niederlagen gaben die Dithmarscher nicht nach und als am 4. August 1404 Herzog Gerhard von Schleswig zu einem Plünderungszug nach Dithmarschen einfiel, geriet er auf dem Rückweg in einen Hinterhalt. 300 Edelleute, darunter der Herzog, wurden getötet. Die Edelleute Wulf Poggwisch und Rantzau wurden lebend gefangen genommen. Die Holsteiner übergaben im Gegenzug gegen die Edelleute die Marienburg und zogen ab. Unmittelbar darauf wurde ein Friedensvertrag auf 10 Jahre abgeschlossen und die Holzburg unverzüglich durch die Dithmarscher niedergebrannt. Die vorhandenen Reste der Wallanlagen und Graben sind heute ein Naturdenkmal.

### Ab 1900
Am 1. April 1934 wurde die Kirchspielslandgemeinde Albersdorf aufgelöst. Alle ihre Dorfschaften, Dorfgemeinden und Bauerschaften wurden zu selbständigen Gemeinden/Landgemeinden, so auch Röst und Tensbüttel.
Die beiden Gemeinden Tensbüttel und Röst schlossen sich am 1. Januar 1974 zur heutigen Gemeinde zusammen. Die 1329 erstmals urkundlich erwähnten Ortsteile wurden 1402 bei kriegerischen Auseinandersetzungen zerstört und an der jetzigen Stelle wieder aufgebaut. Tensbüttel gehört siedlungshistorisch zu den Büttel-Ortschaften.

## Politik

### Gemeindevertretung
Bei der Kommunalwahl am 14. Mai 2023 wurden insgesamt neun Sitze vergeben. Diese fielen alle an die Kommunale Wählervereinigung Tensbüttel-Röst. Die Wahlbeteiligung betrug 55,9 %.

### Wappen
Blasonierung: „In Rot auf grünem Boden eine silberne Burg, bestehend aus einem hölzernen Palisadenzaun und einem spitzbedachten, mit dem holsteinischen Nesselblattwappen geschmückten, hölzernen Turm. Vor dem geöffneten Burgtor ein silberner Findling, der Bearbeitungsspuren von menschlicher Hand trägt.“
Es zeigt eine ehemalige Zwingburg aus dem Ortsteil Tensbüttel, die Marienburg, die 1404 von den Dithmarschern zerstört wurde. Die silberne Burg auf rotem Grund soll an die brennende „Marienburg“ erinnern. Im unteren Teil des Wappens ist der sagenumwobene Harkestein auf grünem Boden abgebildet, der im weitläufigen Waldgebiet um Röst zu finden ist.

## Kultur
Vereine wie der Sportverein, der Schützenverein und die Freiwillige Feuerwehr gestalten das Dorfleben aktiv mit. Ein geselliger Dorfmittelpunkt ist das Sportheim mit den Anlagen.

## Wirtschaft und Verkehr
Die Jobst-und-Anna-Wichern-Stiftung, ein Heim für mehrfach behinderte Jugendliche und Erwachsene, sowie eine diakonische Einrichtung für Suchtkranke sind Unternehmen mit sozialem Bezug. Seit 2009 besteht im Ort zudem eine begleitete Senioren-Wohngemeinschaft.
In Tensbüttel-Röst ist auch der »Verlag Antje Blum« ansässig, der die vierteljährlich in einer Auflage von 195.000 Exemplaren erscheinende Zeitschrift Fisch + Tipps herausgibt.
Die Gemeinde ist individuell am besten mittels Kraftfahrzeugen erreichbar. Durch das Gemeindegebiet führt die schleswig-holsteinische Landesstraße 175, die hier von der Bundesstraße 431 abzweigt und in südlicher Richtung in Schafstedt an zwei weiteren Landesstraßen angebunden ist. Die Trasse der Bundesautobahn 23 liegt ebenfalls im Gemeindegebiet.

## Bilder

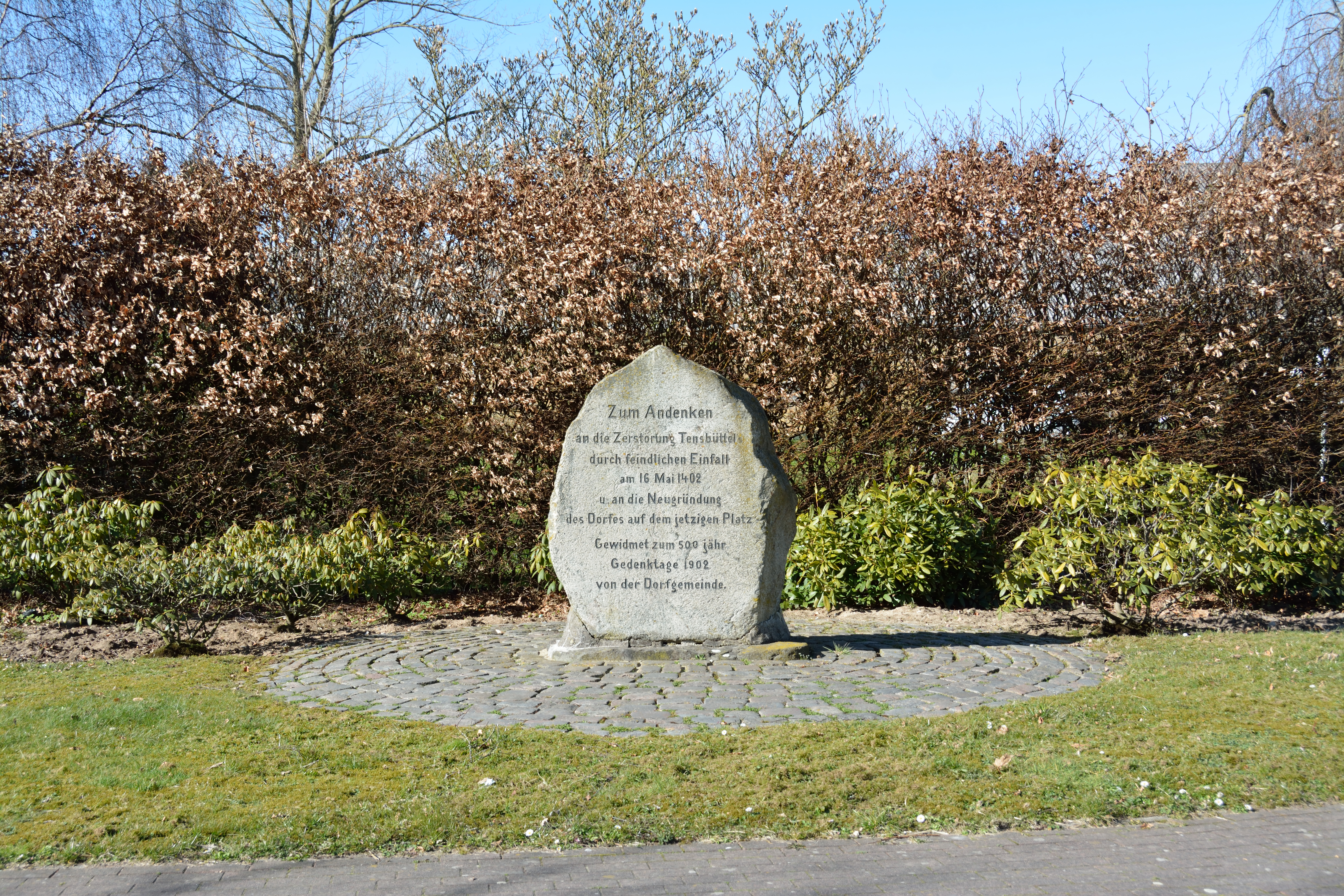
Gedenkstein zum Wiederaufbau des Ortes
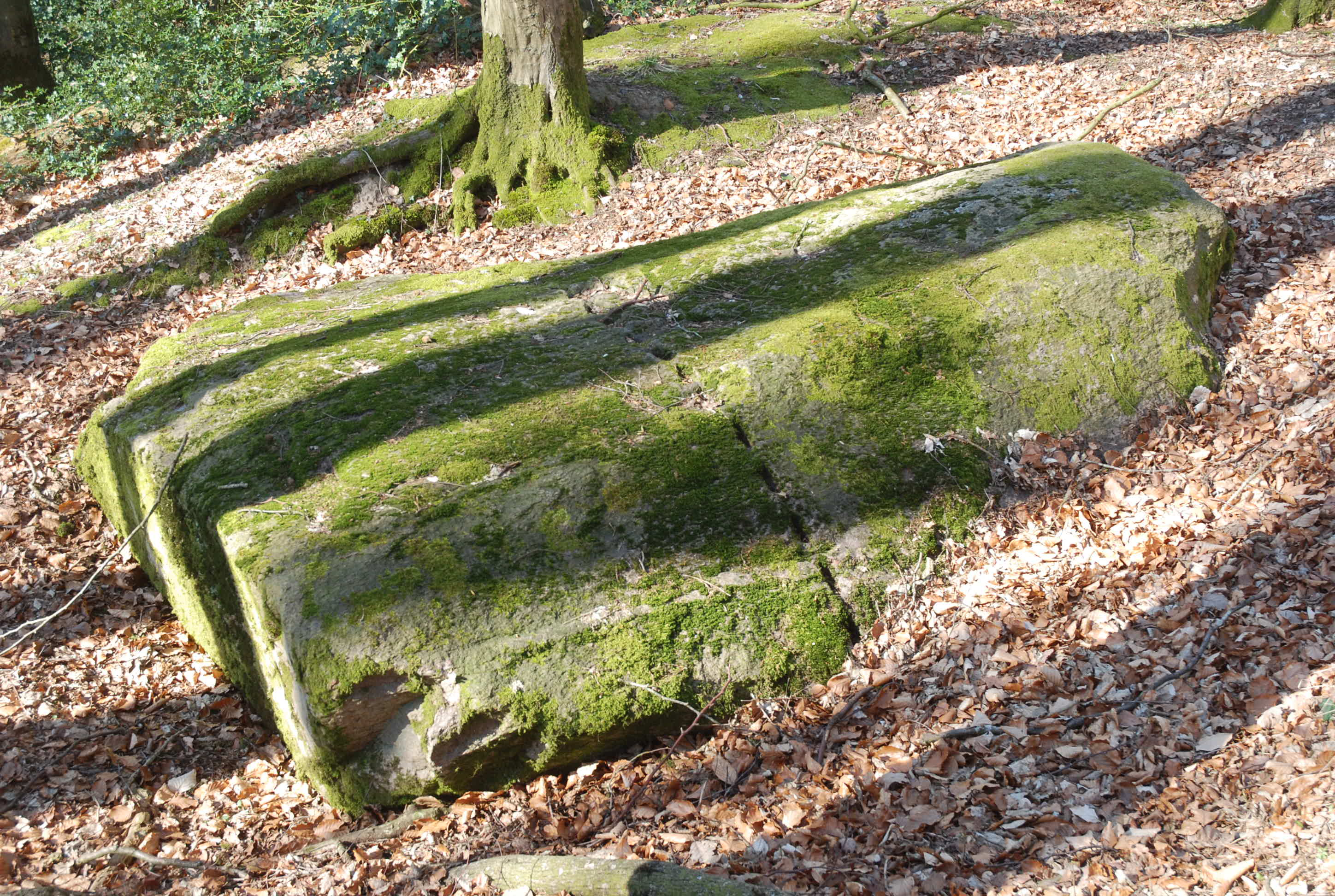
Harkestein aus dem Wappen